# Таразький металургійний завод
Таразький металургійний завод – підприємство, виробничий майданчик якого знаходиться у Жамбилській області Казахстану.
В 1969 році в Джамбулі (наразі Тараз) почався запуск Джамбульського виробничого об’єднання «Хімпром», яке на основі ресурсів родовищ Каратауського фосфоритоносного басейну продукувало подвійний суперфосфат, жовтий фосфор, кормові фосфати та цілий ряд інших продуктів (зокрема, поліфосфат калію).
В 1990-х роках на тлі краху планової економіки завод потрапив у скрутне становище. В 2006-му його власником стала група «ТЭМК» (з 2018-го увійшла до групи «Saikan»), яка в 2007 – 2008 роках відновила роботу печей №5 та №6 із перепрофіліюванням їх на виплавку феросилікомарганцю. В 2011-му ввели в дію дві нові феросплавні печі потужністю по 25 МВт. 
Можливо відзначити, що «ТЭМК» намагалась забезпечити свої феросплавні виробництва (окрім Таразького також Теміртауський електрометалургійний комбінат) власною сировиною, для чого узяла під контроль марганцеві рудники Західний Камис, Богач, Єсимжал. Втім, їх ресурси не покривали навіть половини потреб, що перешкоджало подальшому розширення виробництва у Таразі, інфраструктура якого дозволяє змонтувати печу сукупною річною потужністю 400 тисяч тон.
В 2014-му через несприятливу ринкову ситуацію завод призупинили, проте з в подальшому він зміг відновити роботу та довести випуск феросилікомарганцю з 10 тисяч тон в 2015-му до 32 тисяч тон в 2017-му.
Станом на початок 2020-х річна потужність заводу становила 60 тисяч тон феросплавів та 48 тисяч тон електродної маси, при цьому в 2021-му майданчик випустив 37 тисяч тон та 23 тисячі тон цих продуктів відповідно. В 2022-му завод суттєво (від 20% до 90%, за даними різних джерел) скоротив споживання електроенергії, що могло свідчити про різке зниження випуску продукції.